# Ifenildo Vlijter
Ifenildo Vlijter (Paramaribo, 17 november 1974) is een Surinaams voormalig voetballer die speelde als aanvaller.

## Carrière
Vlijter speelde voor een aantal Surinaamse ploegen van 1999 tot en met 2008; hij speelde voor House Of Billiards, SV Robinhood, Inter Moengotapoe en Royal '95. Hij won in die periode tweemaal de topschutterstitel en een landsbeker. Hij maakte zijn debuut voor Suriname in 2000 en speelde negen interlands voor zijn land en scoorde daarin twee doelpunten.

## Erelijst
- Surinaamse voetbalbeker: 2000/01
- Topschutter SVB Hoofdklasse: 1999/00, 2007/08